# 34 км (залізничний роз'їзд)
34 км (рос. 34 км) — населений пункт в Брянському районі Брянської області Російської Федерації.
Населення становить 0 осіб. Входить до складу муніципального утворення Журиницьке сільське поселення.

## Історія
Від 2005 року входить до складу муніципального утворення Журиницьке сільське поселення.

## Населення
| 1979 | 1989 | 2002 | 2010 | 2013 |
| ---- | ---- | ---- | ---- | ---- |
| 15   | ↘8   | ↘4   | ↘0   | →0   |